# Mark Z. Jacobson

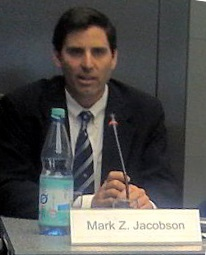
Mark Z. Jacobson

Mark Zachary Jacobson (nacido en 1965) es un profesor de ingeniería civil y medioambiental en la Universidad de Stanford y director de su Programa de  Atmósfera/Energía.  Jacobson ha desarrollado modelos por ordenador para estudiar los efectos de los combustibles  fósiles y la quema de biomasa sobre  contaminación del aire, tiempo, y clima.
La carrera de Jacobson se ha centrado en la contaminación de aire comprensiva mejor y problemas de calentamiento global y en desarrollo grandes-escala energía limpia , renovable soluciones a ellos.
En 2009 Jacobson y Mark Delucchi publicaron un papel en  Scientific America proponiendo que el mundo tendría que moverse  a energía 100% renovable, concretamente del viento, agua, y energía solar, en todos sectores de la energía. Ha viajado extensamente concediendo entrevistas, promoviendo y hablando  sobre "el desarrollo de planes técnicos y económicos para convertir la infraestructura de energía de cada uno de los 50 Estados de Estados Unidos a impulsados 100% por viento, agua, y sol, en inglés wind, water and sunlight (WWS) para todos los  propósitos".
Jacobson ha construido su propia casa cero-neto para funcionar con energía renovable.
Jacobson es cofundador de la entidad sin ánimo de lucro el  El Proyecto de Soluciones, junto con Marco Krapels, Mark Ruffalo, y Josh Fox. Esta organización ayuda "a educar al público sobre mapas de transición energética 100% renovable basados en la ciencia y a facilitar una transición a un mundo 100% renovable".

### 100% energía renovable
Jacobson ha publicado papeles sobre transicionar a sistemas de energía 100% renovable, incluyendo la integración a red de las energías renovables. Ha concluido que la energía del viento, agua y solar (WWS) se puede escalar hacia arriba de  forma coste-eficientes para cumplir las demandas de energía mundial en todos los sectores de la energía. En 2009, Jacobson y Mark. A. Delucchi publicaron "Un Camino a la Energía Sostenible" en Scientific American. El artículo abordaba varios asuntos relacionados con la transición a 100% WWS, como la energía requerida en un mundo eléctrico 100%, la huella espacial a nivel mundial de granjas de viento, la disponibilidad de materiales escasos necesarios para fabricar sistemas nuevos y la capacidad de producir energía fiable a demanda. Jacobson ha actualizado y expandido este papel de 2009 como  progreso de años, incluyendo un artículo en dos partes en la revista Política Energética en 2010. Jacobson y su colega estimaron harían falta 3,8 millones de turbinas de viento de 5-megavatios (MW), 49.000 plantas de 300-MW de concentración de energía solar, 40.000 plantas fotovoltaicas de 300-MW , 1,7 mil millones de sistemas fotovoltaicos de techo de 3-kW, 5350 plantas de energía solar de 100-MW y algunas 270 nuevas plantas de energía hidroeléctrica de 1300-MW. Todo del cual requeriría aproximadamente 1% de la tierra para ser del mundo conseguido.
Jacobson y sus colegas también han publicado papeles para un selecto número de Estados de EE. UU., sobre transción a energía 100% renovable/WWS para 2050. En 2015 Jacobson fue el autor principal de dos papeles revisados por pares que examinaron la viabilidad de transicionar los Estados Unidos a un sistema de energía 100% renovable, impulsada exclusivamente por viento, agua y sol (WWS), que también argumenta que cuando se haya solucionado el problema de fiabilidad en red  la verja con participaciones altas de fuentes intermitentes. En 2016 el tablero editorial de la PNAS seleccionó el estudio de integración en red de Jacobson y sus co-trabajadores como el mejor papel en la categoría  de "Ciencias Aplicadas Biológicas, Agrícolas y Medioambientales" y le otorgó un premio Cozzarelli.
En junio de 2017, un artículo publicado en el PNAS criticó  los hallazgos de Jacobson   sobre integración en la red, alegando errores de metodología y suposiciones. El PNAS publicó una respuesta por Jacobson y coautores que discrepan con las premisas de Clack y otros, reafirmando las conclusiones del papel.

## Publicaciones

### Libros
- Jacobson, M. Z., Fundamentals de @Modeling Atmosférico. Cambridge Prensa universitaria, Nueva York, 656 pp., 1999.
- Jacobson, M. Z., Fundamentals de @Modeling Atmosférico, Segunda Edición, Cambridge Prensa Universitaria, Nueva York, 813 pp., 2005.
- Jacobson, M. Z., Contaminación Atmosférica: Historia, Ciencia, y Control, Cambridge Prensa Universitaria, Nueva York, 399 pp., 2002.
- Jacobson, M. Z., Contaminación de Aire y Calentamiento Global: Historia, Ciencia, y Soluciones, Cambridge Prensa Universitaria, Nueva York, 2011.
- Jacobson, M.Z., 100% Clean, Renewable Energy and Storage for Everything, Cambridge University Press, New York, 427 pp., 2020.

### Selección de artículos
- Jacobson, Mark Z (2001). «Strong radiative heating due to the mixing state of black carbon in atmospheric aerosols». Nature 409 (6821): 695-697. Bibcode:2001Natur.409..695J. PMID 11217854. doi:10.1038/35055518.
- Streets (2001). «Recent Reductions in China's Greenhouse Gas Emissions». Science 294 (5548): 1835-1837. PMID 11729288. doi:10.1126/science.1065226.
- Jacobson, Mark Z (2001). «Global direct radiative forcing due to multicomponent anthropogenic and natural aerosols». Journal of Geophysical Research 106 (2): 1551-1568. Bibcode:2001JGR...106.1551J. doi:10.1029/2000JD900514.
- Jacobson, Mark Z (2002). «Control of fossil-fuel particulate black carbon and organic matter, possibly the most effective method of slowing global warming». Journal of Geophysical Research 107 (D19): 16-22. Bibcode:2002JGRD..107.4410J. doi:10.1029/2001JD001376.
- Jacobson, Mark Z; Colella, W. G.; Golden, D. M. (2005). «(2005) Cleaning the Air and Improving Health with Hydrogen Fuel-Cell Vehicles». Science 308 (5730): 1901-1905. Bibcode:2005Sci...308.1901J. PMID 15976300. doi:10.1126/science.1109157.
- Jacobson, Mark Z; Archer, Christina L. (2005). «Evaluation of global wind power». Journal of Geophysical Research 110 (D12): 16-22. Bibcode:2005JGRD..11012110A. doi:10.1029/2004JD005462.
- Jacobson, Mark Z (2009). «Review of solutions to global warming, air pollution, and energy security». Energy and Environmental Science 2 (2): 148–173 [155]. Bibcode:2009GeCAS..73R.581J. doi:10.1039/b809990c.
- Jacobson, Mark Z; Delucchi, Mark A. (2011). «Providing all global energy with wind, water, and solar power, Part I: Technologies, energy resources, quantities and areas of infrastructure, and materials». Energy Policy 39 (3): 1154-1169. doi:10.1016/j.enpol.2010.11.040.
- Jacobson, Mark Z; Delucchi, Mark A. (2011). «Providing all global energy with wind, water, and solar power, Part II: Reliability, system and transmission costs, and policies». Energy Policy 39 (3): 1170-1190. doi:10.1016/j.enpol.2010.11.045.
- Jacobson, Mark Z; Archer, Christina L. (2012). «Saturation wind power potential and its implications for wind energy». Proceedings of the National Academy of Sciences 109 (39): 15679-15684. Bibcode:2012PNAS..10915679J. PMC 3465402. PMID 23019353. doi:10.1073/pnas.1208993109.
- Bond (2013). «Bounding the role of black carbon in the climate system: A scientific assessment». Journal of Geophysical Research 118 (11): 5380-5552. Bibcode:2013JGRD..118.5380B. doi:10.1002/jgrd.50171.
- Jacobson (2015). «100% clean and renewable wind, water, and sunlight (WWS) all-sector energy roadmaps for the 50 United States». Energy and Environmental Science 8 (7): 2093-2117. doi:10.1039/C5EE01283J.
- Jacobson (2015). «Low-cost solution to the grid reliability problem with 100% penetration of intermittent wind, water, and solar for all purposes». Proceedings of the National Academy of Sciences 112 (49): 15060-15065. Bibcode:2015PNAS..11215060J. PMC 4679003. PMID 26598655. doi:10.1073/pnas.1510028112.
- Jacobson, Mark Z.; Delucchi, Mark A.; Cameron, Mary A.; Frew, Bethany A. (27 de junio de 2017). «The United States can keep the grid stable at low cost with 100% clean, renewable energy in all sectors despite inaccurate claims». Proceedings of the National Academy of Sciences (en inglés) 114 (26): E5021-E5023. Bibcode:2017PNAS..114E5021J. ISSN 0027-8424. PMC 5495290. PMID 28630350. doi:10.1073/pnas.1708069114.
- Con Marca Un. Delucchi, Mary Un. Cameron, Brian V. Mathiesen: Emparejando demanda con suministro en coste bajo en 139 países entre 20 regiones mundiales con 100% viento intermitente, agua, y sol (WWS) para todos los  propósitos. En: Energía Renovable 123 (2018) 236-248.
- Mark Z. Jacobson, La Salud e Impactos de Clima de Captura de Carbono y Captura de Aire Directo, Energía Environ. Sci. 2019, DOI: 10.1039/C9EE02709B